# Meteor
Meteor (メテオ) là một công ty phần mềm Nhật Bản chuyên sản xuất các trò chơi dành cho người lớn (eroge). Ban đầu hãng này được phụ trách bởi nhà xuất bản Nine Planets, và bị giải thể vào ngày 30 tháng 4, 2008. Vào tháng 9 cùng năm, các cựu thành viên của Meteor thành lập Comet, cũng theo hình thức kinh doanh tương tự. Tháng 3 năm 2010, Silver Bullet thông báo trên website chính thức của công ty, rằng họ sẽ tài trợ để Meteor được tái hoạt động, và hãng ra mắt sản phẩm mới ngay tháng 9 cùng năm. Người sáng lập Meteor trước đây và hiện tại là Yuyi.

## Danh sách sản phẩm
Khi còn là công ty con của Nine Planets
- Shinju no Yakata (2004)
- Koi Q! ~Koi to H no Midareuchi~ (2005)
- Yumekumi! ~Wakeari Bukken, Yousei Tsuki~ (2005)
- Chokotto☆Vampire! (2006)
- Clover Point (2007)

Khi hợp tác với Silver Bullet
- Shiomizaki Gakuen Engeki Bu Koi Pure ~Anata to Ichaicha Roleplaying!~ (2010)
- Marguerite Sphere (2011)

## Nhân viên
Khi còn là công ty con của Nine Planets
- Midōgai (kịch bản)[10]
- Masaki Sawa (kịch bản)[11]
- Yuyi (thiết kế nhân vật)[12]
- HT-SOUND (soạn nhạc)[13]

Khi hợp tác với Silver Bullet
- Masaki Hoshino (kịch bản)[14]
- Yuyi (thiết kế nhân vật)[12]

Ngoài ra còn một số nhân viên làm việc thuê ngoài khác.